# 平凡社

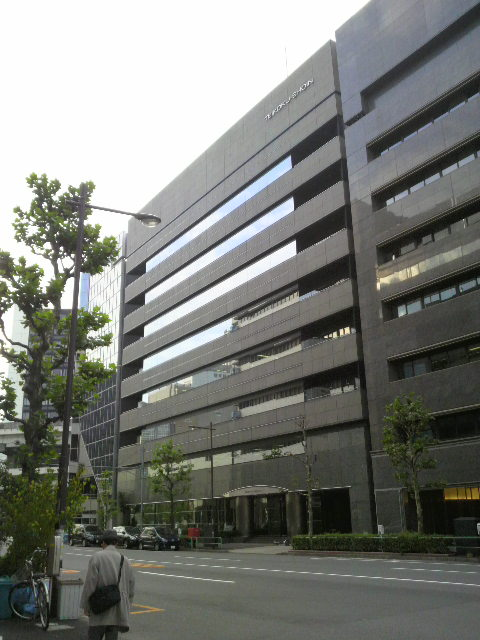
平凡社所在的帝国書院

株式会社平凡社（日语：／ Heibansha */?）。是一間以出版百科全書等教育書籍著名的日本出版社。

## 历史
1914年由教育家下中弥三郎創建，1923年改制為股份有限公司。1980年，公司內組織「日本地圖研究所」獨立為子公司平凡社地圖出版。

## 外部連結
- 平凡社 公式ホームページ （页面存档备份，存于） （日語）
- 平凡社子会社　平凡社出版販売株式会社のホームページ （日語）